# Сапешко Сергій Юрійович
Сергій Юрійович Сапешко (нар.12 березня 1958, Кам'янець-Подільський, Хмельницької області) — радянський футболіст, нападник. Майстер спорту СРСР (1981).

## Життєпис
Почав грати на професійному рівні в 1976 році у Хмельницькому. Наприкінці року 18-річного хмельничанина Сергія Сапешка було включено до юнацької збірної СРСР. Молодий футболіст успішно провів і наступний сезон. По його закінченню отримав запрошення в харківський Металіст від помічника головного тренера Володимира Булгакова. У Харкові Сапешко виступав на позиції лівого захисника. Його передачі в район штрафного майданчика, в атаку, бували ідеальними. Коли тренерам на чолі з Євгеном Лемешком необхідно було збільшити атакувальний потенціал команди, особливо в домашніх іграх, Сапешко грав в основі. Цей футболіст технічний, легко орієнтувався в складних ігрових ситуаціях, щоправда не завжди був досить серйозним. У 1978 році у складі харківського «Металіста» виграв українську зону 2 ліги. Після повернення зі СКА (Київ) до Харкова у 1981 році разом з «Металістом» виграв і першу союзну лігу та вийшов у півфінал кубку СРСР.
У 1983 році повернувся до рідного «Поділля» (Хмельницький). Тут він не тільки сам забивав, ставши найкращим бомбардиром хмельничан із 16 м'ячами, але був досить вправним асистентом. Віктору Муравському і іншим партнерам по нападу тільки й залишалось, що замикати ударом головою вивірені передачі.
Закінчив кар'єру футболіста у «Шахтарі» (Павлоград) у 1986—му. Потім грав в аматорському «Роторі» в чемпіонаті Хмельницької області.
| Сезон | Ліга        | Клуб                     | Ігри | Голи |
| ----- | ----------- | ------------------------ | ---- | ---- |
| 1976  | (2 ліга)    | «Хвиля» (Хмельницький)   | 11   | 2    |
| 1977  | (2 ліга)    | «Хвиля» (Хмельницький)   | 38   | 2    |
| 1978  | (2 ліга)    | «Металіст» (Харків)      | 31   | 1    |
| 1979  | (2 ліга)    | СКА (Київ)               | 41   | 8    |
| 1980  | (2 ліга)    | СКА (Київ)               | ?    | 4    |
| 1981  | (1 ліга)    | «Металіст» (Харків)      | 35   | 0    |
| 1982  | (вища ліга) | «Металіст» (Харків)      | 0    | 0    |
| 1983  | (2 ліга)    | «Поділля» (Хмельницький) | 49   | 16   |
| 1984  | (2 ліга)    | «Поділля» (Хмельницький) | 21   | 0    |
| 1985  | (2 ліга)    | «Поділля» (Хмельницький) | 8    | 1    |
| 1986  | (2 ліга)    | «Шахтар» (Павлоград)     | 22   | 3    |

Мешкає в Хмельницькому.

## Досягнення
- Чемпіон УРСР: 1978
- Переможець 1—ї союзної ліги: 1981